# Cantone di Firminy
Il Cantone di Firminy è una divisione amministrativa dell'arrondissement di Saint-Étienne.
A seguito della riforma approvata con decreto del 26 febbraio 2014, che ha avuto attuazione dopo le elezioni dipartimentali del 2015, non ha subìto modifiche.

## Composizione
Comprende i comuni di:
- Çaloire
- Firminy
- Fraisses
- Saint-Paul-en-Cornillon
- Unieux